# Taiyaki
El taiyaki (鯛 焼き, literalment “besuc rostit”) és un pastís típic del Japó amb forma de peix. El farciment més freqüent és amb anko, una pasta de mongetes dolces, que s'elabora a partir de mongetes azuki endolcides. Altres farcits comuns poden ser la crema pastissera, la xocolata o el formatge. Algunes botigues venen fins i tot taiyaki amb okonomiyaki, farcit de jiaozi o salsitxa dins. El taiyaki s'elabora fent servir arrebossat de panqueque o gofre normal. L'arrebossat s'aboca en un motlle amb forma de peix per a cada costat. El farciment es posa llavors en un costat i es tanca el motlle. Llavors es cou per ambdós costats fins a daurar-lo.